# Delta del río Colorado
El delta del río Colorado es el delta fluvial o desembocadura del río Colorado en el golfo de California o mar de Cortés, en el noroeste de México. 

## Descripción
El delta del río Colorado alguna vez cubrió 7770 km². Los ciclos de inundación altamente variables en el Colorado crearon un delta dinámico e inestable poblado por una rica colección de plantas y animales adaptables y resistentes y por comunidades humanas que vivían de estos recursos[6]". La mezcla de agua dulce del río Colorado y el agua salada del mar de Cortés, crea una zona rica en alimento para la vida marina del golfo, entre otros beneficios. Desde su nacimiento en las montañas de Colorado, hasta el fin de su cauce principal, el río Colorado tiene más de 10 grandes presas y 80 desviaciones de agua para la agricultura y otros usos. "El Delta del río está rodeado por el Valle de Mexicali y San Luis Río Colorado. En el presente, el delta abarca aproximadamente 60 000 ha (150 000 acres) de terrenos agrícolas de irrigación. Dos ríos forman su núcleo: el Colorado y el Hardy, un afluente localizado en el noroeste. Además el agua del canal Wellton Mohawk desemboca en el área este. El delta está limitado ampliamente por las montañas Cucapá al oeste y la Mesa de Sonora al este. Las islas Montague y Pelícano, marcan el lugar donde el delta llega al golfo de California al sur. Otro elemento es la laguna Salada, una depresión seca al oeste del delta a la cual llega el agua del río Colorado cuando la corriente es alta. Durante el siglo XX, los flujos del río hacia el delta se han reducido en un 75 %, la pérdida de flujos de agua dulce al delta durante el último siglo ha reducido los humedales del delta a un 5 % de su extensión original y las especies no nativas han puesto en peligro la salud ecológica de gran parte de lo que queda.
La extensión de la región del delta del río Colorado está definida por suelos aluviales, a pesar de que los tipos de suelo varían desde suelos finos de arcilla fina compactada en el Valle Imperial, hasta suelos arenosos porosos en las riberas de los ríos aguas abajo de la represa Morelos. El tipo de suelo determina el drenaje, la escorrentía, capacidad de almacenamiento de agua, cuáles productos pueden cultivarse con éxito y otros usos de la tierra. Los suelos de la región del delta en general son planos, ligeramente inclinados. Las características de drenaje van desde arenas excesivamente drenadas y arenas con guijarros, hasta arcillas sedimentarias de poco drenaje.

## Recursos hídricos principales
Sus principales recursos hídricos pueden ser divididos en lénticos y lóticos.

### Lénticos
Son aquellos cuerpos de agua que no presentan corriente y son aguas estancadas tales como el Lago Salado, ciénega de Santa Clara, estuarios, llanuras de inundación, pantanos, pozas permanentes.

### Lóticos
Son aquellos cuerpos de agua que presentan dinámica y corriente definida tales como el Delta del río Colorado, arroyos, manantiales.

## Limnología básica
El delta del río Colorado se encuentra en la falla Imperial, la cual forma parte de la falla de San Andrés. El aporte de agua y nutrientes en la boca del río favorece el transporte de nutrientes a la costa, lo cual incrementa la productividad biológica de esas aguas.

## Geología/Edafología
La topografía es muy regular, se caracteriza por amplias planicies de pendientes suaves que se extienden del mar hacia el continente y puntos como la mesa Arenosa, cerro Prieto, cerro El Chinero y cerro Punta El Machorro, con elevaciones de más de 200 m; limitada al oeste por las sierras El Mayor y Las Tinajas, al este por la Sierra El Rosario y el desierto de Altar. Suelos de tipo Regosol, Litosol, Fluvisol, Zolonchak y Vertisol.

## Formación
Dos factores importantes crearon el delta del Río Colorado: la inmensa cantidad de sedimento acarreado por el mismo río y la estructura dinámica de la cuenca donde el río depositó esos sedimentos. Con el paso de varios millones de años, el río Colorado acarreó más de un trillón de toneladas de sedimento desde las Montañas Rocosas, aguas abajo hasta la desembocadura del río (Sykes, 1937). El material derrubiado en el Gran Cañón, el Cañón Glen y en otras partes de la cuenca rellenaron unos 260 km de la parte alta del golfo de California, desde una profundidad de miles de pies (Departamento de Transportes, 1974), efectivamente rellenando un cañón con el material removido de otros. Con anterioridad a la construcción de represas en la parte superior (que atrapan sedimento), el Colorado transportó entre 45 a 455 millones de toneladas métrica de sedimento anualmente (Minckley 1991), depositando entre el 70 y 80 por ciento de este material en el delta (Morrison y otros, 1996). Por unidad de agua, este sedimento es diez veces el que acarrea el Nilo y diecisiete veces el del Río Mississippi (de Buys, 1999).
No obstante, a diferencia del Nilo o del Mississippi, donde ambos desembocan en sendas plataformas continentales de poca profundidad a lo largo de un amplio mar, el Colorado desemboca en una angosta fosa submarina con una profundidad estimada de 2700 m (Sykes, 1937). Esta fosa yace dentro de una dinámica zona de desbordamiento de la corteza conocida como la Zona de Grieta del Golfo de California (Cohen y otros, 1999); la fosa lentamente se extendió aun cuando el río depositó sedimento dentro de ella. El río inicialmente se juntó con el Golfo a más de 160 km abajo del actual punto más al norte, rellenando gradualmente la fosa submarina al punto que, en la actualidad, el río desemboca como a sesenta millas más hacia el sur (Sykes, 1937). La región del delta puede visualizarse como una gigantesca “T”, con un brazo extendiéndose hacia el noroeste y el otro al sudeste, con una corta derivación que corre aproximadamente en forma perpendicular a las primeras, extendiéndose hacia Yuma, Arizona (ver Figura EO-1). Las fuertes marejadas en el golfo, que alcanzan una amplitud vertical de más de 8 metros en la desembocadura del río (Lavín y otros, 1997) también han contribuido a la formación del delta y a la re-distribución de sedimentos en todo el golfo.
Antes de ser embalsado, el Colorado con frecuencia cambió de curso, saliéndose de cauce conforme los sedimentos rellenaron su cauce: áreas no desarrolladas en el delta están repletas de pequeñas lagunas circulares y aguas estancadas, que son vestigios de antiguos meandros. Periódicamente, el río corrió hacia el noroeste, hacia la actual población de Indio (Sykes, 1937). Eventualmente se formaron dos parapetos, uno al sudeste de lo que es hoy Mexicali y el otro al sur de las Montañas de la Sierra de los Cocopah, dividiendo la cuenca en tres sub-cuencas, con la del norte desembocando en el actual Lago Saltón, una sub-cuenca más pequeña al sudoeste, desembocando en la efímera Laguna Salada y el resto drenando en la parte superior del Golfo de California (ver Figura 1.1). La división entre la Laguna Salada y los drenajes al Golfo es poco pronunciada; fuertes avenidas a lo largo del curso principal y el Río Hardy drenarán parcialmente hacia la Laguna y las mareas de primavera en el Golfo ocasionalmente pasarán sobre los parapetos, drenando también hacia la Laguna.
La elevación máxima en la región del delta se encuentra en la Represa Imperial, con una elevación de la superficie de 46 m sobre el nivel medio del mar (msnm). La elevación máxima en Indio, California, cerca del punto más al norte del brazo noroeste de la región del delta, es de 9.1 msnm. El punto más bajo se encuentra en el fondo del mar de Salton, aproximadamente a -82.6 msnm (la elevación actual de la superficie del Mar es de -69.4 msnm). El punto más bajo de la cuenca de la Laguna Salada es de -3 msnm. La vertiente del Río Colorado, como un todo, cubre unos 632 000 km², de las cuales 3200 km están en México (Getches, 1985). Las cuencas del mar Salton y de la laguna Salada cubren adicionalmente unos 21 700 km² y 5440 km², respectivamente. La cuenca del mar Salton incluye una parte de la Montaña San Gorgonio (3506 msnm), con una precipitación media anual estimada de menos de 2.5 cm. La precipitación media anual estimada en la cuenca de la laguna Salada es generalmente menos de 12 mm, mientras que en la región del delta en general es menos de 0.5 mm. El río Colorado recorre unos 2250 km desde sus orígenes en las Montañas Rocosas en Colorado, hasta su desembocadura en el golfo de California. El área de estudio incluye los últimos 206 km del río Colorado, desde la represa Imperial hasta el Golfo. En su discurrir aguas abajo desde la Represa Imperial, el río se encuentra con la represa Laguna (9.7 km), la desembocadura del río Gila (24 km), el Lindero Internacional Norte (NIB, por sus siglas en Inglés) con México (45.1 km), la represa Morelos (46.8 km), el Lindero Internacional Sur (79 km), el puente del Ferrocarril Sonora – Baja California (119.7 km) y la desembocadura del río Hardy (146 km). El río Gila, con una cuenca de unos 150 000 km² en el sur de Arizona y partes de Nuevo México y Sonora, recorre 1010 km para unirse con el río Colorado cerca de Yuma, Arizona. Las otras corrientes perennes en el área de estudio son los antiguos lechos del río Colorado, que actualmente llevan aguas de desecho agrícola y municipales. De éstos, el río Álamo que corre por el norte de la frontera por unos 97 km, desemboca en el mar Salton y es el mayor en términos de descarga media anual. El río New recorre unos 32 km por el norte, a través del valle de Mexicali y la ciudad de Mexicali, hacia la frontera y luego otros 97 km a través de la parte baja del Valle Imperial, donde recorre unos 24 km por el sudoeste para desembocar en el río Colorado cerca de la zona de las mareas. El río Whitewater, conocido también como Whitewater River Stormy Channel (Canal Tormentoso del río Whitewater) lleva principalmente aguas de eventos de tormentas eventuales hacia el Mar Salton.

## Clima
La región del delta yace dentro del Desierto de Sonora. Es una región caliente y seca, cuya precipitación anual promedio es menos de 75 mm, mientras que las temperaturas diarias máximas pueden superar los 38 °C durante más de 5 meses en el año.
El clima genera un importante flujo neto de agua, con tasas de evaporación (medida en bandeja) que en la región supera los 2.7 m cada año (Owen-Joyce y Raymund, 1996). La precipitación tiende a decaer durante dos estaciones definidas, con precipitaciones generadas por la humedad proveniente del Océano Pacífico, y las lluvias veraniegas, que a menudo se presentan en forma de tormentas de corta duración y alta intensidad, generadas por la humedad del Golfo de California (Hely y Peck, 1964). Las tormentas breves pueden producir una importante escorrentía en las montañas vecinas, aunque la mayoría de esta escorrentía tiende a ser absorbida por los suelos aluviales arenosos en la cuenca (Olmsted y otros, 1973).

## Historia

### El descubrimiento...
El primer europeo que exploró todo el golfo de California y descubrió la desembocadura del río Colorado fue el navegante Francisco de Ulloa, que recorrió ambos litorales del golfo en 1539. 
Hernán Cortés, que ya había patrocinado tres viajes de exploración de la Mar del Sur (océano Pacífico), los cuales habían terminado en fracaso, decidió enviar un cuarto viaje de exploración a la Mar del Sur al mando de Francisco de Ulloa en 1539. Partió la expedición del puerto de Acapulco el día 8 de julio del año citado, a bordo de los buques Santo Tomás, Santa Águeda y Trinidad. A la altura de las Islas Marías se vieron obligados a abandonar el navío Santo Tomás, por lo cual continuaron el viaje de exploración en los dos buques restantes.
Ingresaron al golfo de California, en el viaje de ida o aguas arriba, llegaron al extremo norte del golfo el 28 de septiembre, sitio que se conoce en la actualidad como desembocadura del río Colorado. Ellos llamaron a la boca del río "Ancón de San Andrés". Una breve acta fue levantada, cuyo texto se transcribe: 

Yo Pedro de Palenzia, escribano público desta armada, doy fe e verdadero testimonio a todos los señores que la presente vieren, a quienes Dios nuestro señor guarde de mal, como en veinte e ocho días del mes de septiembre de mil quinientos e treinta e nueve años, el muy magnifíco señor Francisco de Ulloa, teniente de gobernador y capitán desta armada por el ilustrísimo señor Marqués del Valle de Guajaca, tomó posesión en el ancón de San Andrés y mar bermeja, que es en la costa desta Nueva España hazia el Norte, que está en altura de treinta y tres grados y medio, por el dicho Sr. Marqués del Valle en nombre del Emperador nuestro rey de Castilla, actual y realmente, poniendo mano a la espada, diziendo que si abía alguna persona que se lo contradijese, que él estaba presto para se lo defender, cortando con ella árboles, arrancando yerbas, meneando piedras de una parte a otra, y sacando agua de la mar; todo en señal de posesión.

Testigos que fueron presentes a lo que dicho es los reverendos padres del señor San Francisco, el padre Fray Raymundo, el padre fray Antonio de Mena, Francisco de Terrazas, veedor Diego de Haro, Gabriel Márquez. Fecho día mes y año susodicho. E yo Pedro de Palenzia, escribano público desta armada, le escribí según ante mi pasó; por ende fize aquí este signo mío, que es tal, en testimonio de verdad.- Pedro de Palencia, escribano público. Frater Ramundus Alilius, Frater Antonius de Mena, -Gabriel Márquez. -Diego de Haro. -Francisco de Terrazas.

### Habitantes
A pesar del clima, diferentes tribus, incluyendo la de los indios del desierto de Cahuilla en el norte, los Kamia, los Yuma (Quechan en EE.UU.)y los Cucapá (Cocopah en EE.UU.) han vivido en la región durante cientos y quizás miles de años (Kelly Clarkson, 1950). El fértil suelo aluvial y mucho sol, hacen que el área sea apta para la agricultura.

### Problemática
Hasta el inicio de la segunda década del siglo XXI se presentan los siguientes problemas identificados según la CONABIO.

#### Modificación del entorno
Salinización de los acuíferos y degradación de los suelos, formación de canales. Reducción del aporte y calidad de agua dulce y cambios hidrodinámicos en la cuenca baja por el represamiento del río Colorado, que también tiene efectos a distancia. Cambio de uso de suelo para agricultura.

#### Contaminación
Por agroquímicos y descargas industriales y urbanas. En el valle Imperial se vierten contaminantes de todo tipo al río provenientes de los distritos de riego de Arizona y del valle de Mexicali en México.

#### Uso de recursos
Reducción de fauna y flora; introducción de especies exóticas como Cyprinella lutrensis e Ictalurus punctatus; prácticas de pesca destructivas; sobreexplotación y mal manejo del agua (represas).

### Trabajos de reconducción del agua

#### Infraestructura
Ya en 1849 se habían concebido planes para irrigar la Depresión Salton con agua del río Colorado, aunque transcurrieron otros cincuenta años antes de que se concretaran los planes de desarrollo (Hundley, 1975). En 1901, la California Development Company (Compañía para el Desarrollo de California) cavó un canal en la rivera del río Colorado, justo al norte del Lindero Internacional Norte para conducir agua a través de México hacia un antiguo cauce del Río Colorado, conocido como el río Álamo. Las primeras aguas discurrieron al Valle Imperial en junio de ese año, y durante los siguientes ocho meses, 2000 colonos habían excavado 645 km de canales y habían preparado 40 000 ha de terrenos de cultivo (Hundley, 1975). En 1905, las inundaciones a lo largo del cauce principal rompieron una compuerta provisional, desviando e incrementando una parte del Río Colorado hacia el canal de irrigación, y en última instancia ensanchando la toma de agua a 0.8 km de ancho y desviando todo el río hacia su antiguo curso (de Buys, 1999). Durante dos años parte, o la totalidad, del río Colorado fluyó a través de esta toma, inundando cientos de miles de acres en la cuenca de Salton y creando el Mar del mismo nombre (Sykes, 1937). Las correntadas producidas por las inundaciones tallaron el río New o río Nuevo en el sedimento suave del delta, destruyendo la mayor parte de Mexicali y transportando en forma estimada 340 millones de metros cúbicos de sedimento hacia el Mar Salton (de Buys, 1999). 
También ocurrieron inundaciones periódicas a lo largo del río Gila, inundando el poblado de Yuma, Arizona y las tierras cultivadas de los alrededores. Teniendo que hacerle frente a ciclos de inundaciones y de sequía, la gente de la región recurrió al gobierno federal en busca de una infraestructura que regulara el caudal de los ríos Colorado y Gila, llamados que provocaron un eco lanzado por los intereses del sur de California, donde estaban ansiosos de llevar agua del río hacia sus ciudades que estaban creciendo (Reisner, 1993). El gobierno federal autorizó la construcción de una enorme infraestructura que dominara el río Colorado y mejorara el pronóstico y la confiabilidad de sus avenidas. La Represa Laguna, primera represa de importancia sobre el Río Colorado, se terminó en 1909, para que le diera servicio a los proyectos de Gila y Yuma 4. La represa Roosevelt, sobre el río Salt al este de Phoenix, Arizona, quedó cerrada en 1911, reduciendo de manera notable las inundaciones en el río Gila. El sifón de Yuma, terminado en 1912, inicialmente transportó agua de la estructura de desfogue del Canal Principal de Yuma, en el lado de California de la Represa Laguna, en el Río Colorado, hacia Arizona, para que le sirviera al Proyecto Yuma. La represa Hoover, a 472 km río arriba de la represa Imperial, regula las descargas en la región fronteriza del río Colorado. La represa Imperial, terminada en 1938 es una represa de desvío, en la frontera aguas arriba de la región del delta; desvía el agua hacia el Canal All American (inicialmente sirviendo a California, terminado en 1940) y al Canal Principal por Gravedad de Gila (que le sirve a Arizona, terminado en 1939). En 1941 se terminó un brazo de desvío en el Canal All American para que llevara agua a una parte de la Reserva División en California, y a todo el Valle División en Arizona, con agua desviada en la represa Imperial, puenteando de manera efectiva la función de desvío de la represa Laguna. La última estructura de importancia en el río, la represa Morelos (terminada en 1950), desvía agua en el Canal Álamo de México, construido inicialmente en 1900 para desviar el agua hacia el Valle Imperial. El Canal Coachella, que desvía agua del Canal All American para irrigar las tierras del Valle Coachella, se terminó en 1948. El Canal Wellton-Mohawk, que desvía agua desde el Canal Principal por Gravedad de Gila, se terminó en 1951. La represa Painted Rock, última represa sobre el río Gila antes de su confluencia con el río Colorado, se terminó en 1960. 
En los inicios del siglo XX, grupos de interés de los Estados Unidos poseían o controlaban grandes extensiones de la región del delta en México (Ward, 1999). La administración mexicana de Cárdenas (1934-1940) expropió muchas de estas propiedades, promoviendo la inmigración hacia la región y el desarrollo de ejidos (granjas comunitarias), lo que condujo al corte de vegetación a gran escala y a la conversión de los humedales del delta en terrenos agrícolas (Ward, 1999). Estas tierras, inicialmente irrigadas casi de manera exclusiva por aguas superficiales del río Colorado, fueron organizadas en el Distrito 14 de Irrigación, administrado por la Comisión Nacional de Agua (CNA) de México. El área total irrigada llegó a su máximo con 192 612 ha hacia finales de los años 50, pero decreciendo de allí en adelante. La extracción a gran escala de aguas subterráneas se inició a mediados de los años 50, en parte como respuesta a la disminución de flujos debidos a la captación en el embalse del Cañón Glen, y en parte debido al creciente consumo en los Estados Unidos (Bradley y De Cook, 1978). 
Estas represas y canales facilitaron la conversión de unos 1.2 millones de acres de tierra en la región fronteriza para agricultura de irrigación, generando más de 2000 millones de $ de ingresos en 1997 en toda la región. La agricultura sigue siendo el motor económico en la región fronteriza, a pesar de que en años recientes la producción industrial, principalmente maquiladoras en Mexicali, se han convertido en la principal fuente de ingresos en la región mexicana del delta. 
Toda la región ha sufrido un marcado crecimiento de población.

#### Impacto ecológico en el ambiente deltaico
El aporte de agua dulce desempeña un importante papel ecológico para el sostenimiento de la biodiversidad. El agua que fluye del continente hacia el mar acarrea un gran volumen de sedimento, rico en nutrientes, que fertiliza las aguas en las que desemboca dando sustento a una abundante flora y fauna residente, a especies migratorias, así como a especies que acuden a cerrar su ciclo reproductivo. Esto confiere al ambiente deltaico un gran valor biológico, económico y social. Sin embargo, los deltas están entre los sistemas costeros más severamente afectados y sensibles a la actividad humana, ya sea por la explotación prolongada e indiscriminada de sus recursos o por el desvío de sus aguas para uso urbano doméstico, industrial, agrícola y recreativo. Tal es el caso del delta del río Colorado, donde el represamiento de sus flujos naturales ha ocasionado que las descargas al Golfo de California resulten prácticamente nulas. El control definitivo de sus flujos ocurrió a partir de 1930 con la construcción de la presa Hoover en Estados Unidos, lo que anuló el flujo estacional y transformó el antiguo estuario en un antiestuario (Lavín y Sánchez 1999). Otras consecuencias del cese de las inundaciones estacionales y del aporte de sedimentos son la interrupción del avance de la línea de costa en dirección al mar (Thompson 1968) y el consecuente proceso de erosión (Carriquiry y Sánchez 1999). Más allá del registro histórico de la transformación del delta por la actividad humana, este ha estado también sujeto a procesos erosivos naturales por la ausencia de descargas de agua dulce y sedimentos, circunstancia en la que las fuertes corrientes de marea han ocasionado el depósito de densas concentraciones de conchas de moluscos en cordilleras costeras denominadas cheniers, con dominancia de hasta más de 90 % de la almeja deltaica Mulinia coloradoensis (Thompson 1968; Fig. 9.9). Los cheniers testifican que las aguas del río han desviado su curso hacia el Mar de Salton y el desaparecido lago Cahuilla en el que, por lo menos, se han reconocido cuatro “niveles altos” en los últimos 2300 años (Waters 1983). Después de la desaparición del lago Cahuilla los cheniers más modernos se han formado en los últimos 60 años, tras el control de las aguas del río.
La firma isotópica de oxígeno δ18O en conchas de moluscos ha permitido determinar la importancia del agua dulce en la ecología del delta (Flessa et al. 1997). El carbonato de calcio, componente de las conchas, contiene una proporción isotópica δ18O del agua donde viven, proporción que, a su vez, es controlada primariamente por la temperatura y, en segundo lugar, por las diferencias isotópicas entre el agua dulce y la marina. Esta característica se utiliza para estimar la contribución del agua dulce en áreas estuarinas. Con respecto al estándar, el agua dulce típicamente presenta valores δ18O entre –3‰ y –20‰ y el agua de mar de 0‰. Esto significa que, a medida que más agua dulce entre al sistema, los valores δ18O se tornan más negativos. Flessa y colaboradores (1997) han encontrado que la señal isotópica de una concha recolectada en la boca del río en 1884, cuando este fluía libre y estacionalmente, muestra mayor variabilidad a lo largo de las líneas de crecimiento de la concha que en una recolectada en 1994, diferencia que solo puede atribuirse a la presencia de agua dulce. Se ha determinado que la productividad del Mulinia coloradoensis era muy alta, y que la especie se distribuía hasta las proximidades de San Felipe (Rodríguez et al. 2001), donde también se han localizado tanatocenosis in situ de hace aproximadamente 500 años (Téllez et al. 2000). Por otro lado, la evidencia isotópica en concheros arqueológicos también muestra que hace alrededor de 1000 años la mezcla de agua dulce del río con la marina influía en la ecología bentónica hasta San Felipe (Téllez et al. 2000). 
Estas evidencias señalan a las conchas de los moluscos como importantes indicadores de las fluctuaciones en la descarga de agua del Río Colorado y su impacto en la ecología estuarina, así como su influencia en la subsistencia de las sociedades humanas prehistóricas a lo largo de unos 70 km al sur de su desembocadura. Actualmente en la mayor parte de esta línea costera M. coloradoensis se encuentra extinta y sobreviven poblaciones raquíticas en las proximidades de Isla Montague, cerca de la desembocadura del río, lo cual contrasta con su excepcional abundancia en el pasado. Por lo tanto, cuando se carece de estudios históricos sobre la ecología bentónica como estimadores del proceso de deterioro ambiental en un medio estuarino, un enfoque paleoecológico basado en el análisis de conchas de moluscos provee una herramienta para ello.

#### Conservación
En algunos sectores preocupa el abatimiento de acuíferos, la calidad de los suelos y el agua. Se requiere restablecer la calidad del agua en río Colorado, los acuíferos y proponer un derecho de cuotas de agua dulce. Faltan estudios de la vegetación acuática y fauna de la ciénaga de Santa Clara. No hay reporte de endemismos de insectos acuáticos de la región. Aves migratorias en riesgo. Existe constante violación a las disposiciones de regulación en la Reserva por falta de vigilancia. Comprende parte de la Reserva de la Biosfera Alto Golfo de California y Delta del Río Colorado. El delta del río Colorado está considerado como humedal prioritario por el North American Wetlands Conservation Council y por la Convención de Ramsar.